# Брекенридж (город, Миннесота)
Брекенридж (англ. Breckenridge) — город в округе Уилкин, штат Миннесота, США. На площади 6,1 км² (6,1 км² — суша, водоёмов нет), согласно переписи 2002 года, проживают 3559 человек. Плотность населения составляет 585,5 чел./км².
- Телефонный код города — 218
- Почтовый индекс — 56520
- FIPS-код города — 27-07462[1]
- GNIS-идентификатор — 0640448[2]